# Piz Minor
Piz Minor – szczyt w Alpach Livigno, w Alpach Retyckich. Leży w Szwajcarii (Gryzonia), przy granicy z Włochami (Lombardia).